# Tylvt
Tylvt er et antal på 12 stykker, som benyttes om tømmer. Udtrykket benyttes også om et bundt med 12 pile.
Ellers benyttes dusin om et antal på 12 stykker. 

## Tylvten
Tylvten blev også betegnelsen på en gruppe på tolv personer, der i avisen Dagen oktober 1818 havde udsendt et manifest mod digteren Jens Baggesens angreb på Adam Oehlenschläger. Det var en del af den langvarige litterære strid, der med skiftende intensitet, havde verseret mellem dem siden århundredets begyndelse. Gruppen bestod af: Poul Martin Møller, Carsten Hauch, Niels Bygom Krarup, B.S. Ingemann, Chr. Winther, Peder Hjort, Just Mathias Thiele, Nicolai Christian Møhl, Gustav Adolph Dichman, Nicolai Christian Levin Abrahams, Andreas Gottlob Rudelbach og Johannes Christian Lütken Manifestet udfordrede Baggesen til at disputere om Oehlenschlägers digterværd på latin med upartiske dommere fra Københavns Universitet. Baggesen besvarede manifestet med en annonce mod de tolv, og snart blussede den strid, der senere blev betegnet tylvtestriden, op. Det var Baggesen der fandt på navnet tylvten (eller "tylten", som han skriver), og det optrådte i mange af de digte, som var hans indlæg i striden.